# وگان (لوفوتن)
وگان (به لاتین: Vågan) یک شهرداری در نروژ است که در نوردلاند واقع شده‌است. وگان ۴۷۹٫۱۷ کیلومتر مربع مساحت و ۹٬۶۱۱ نفر جمعیت دارد.

## نگارخانه

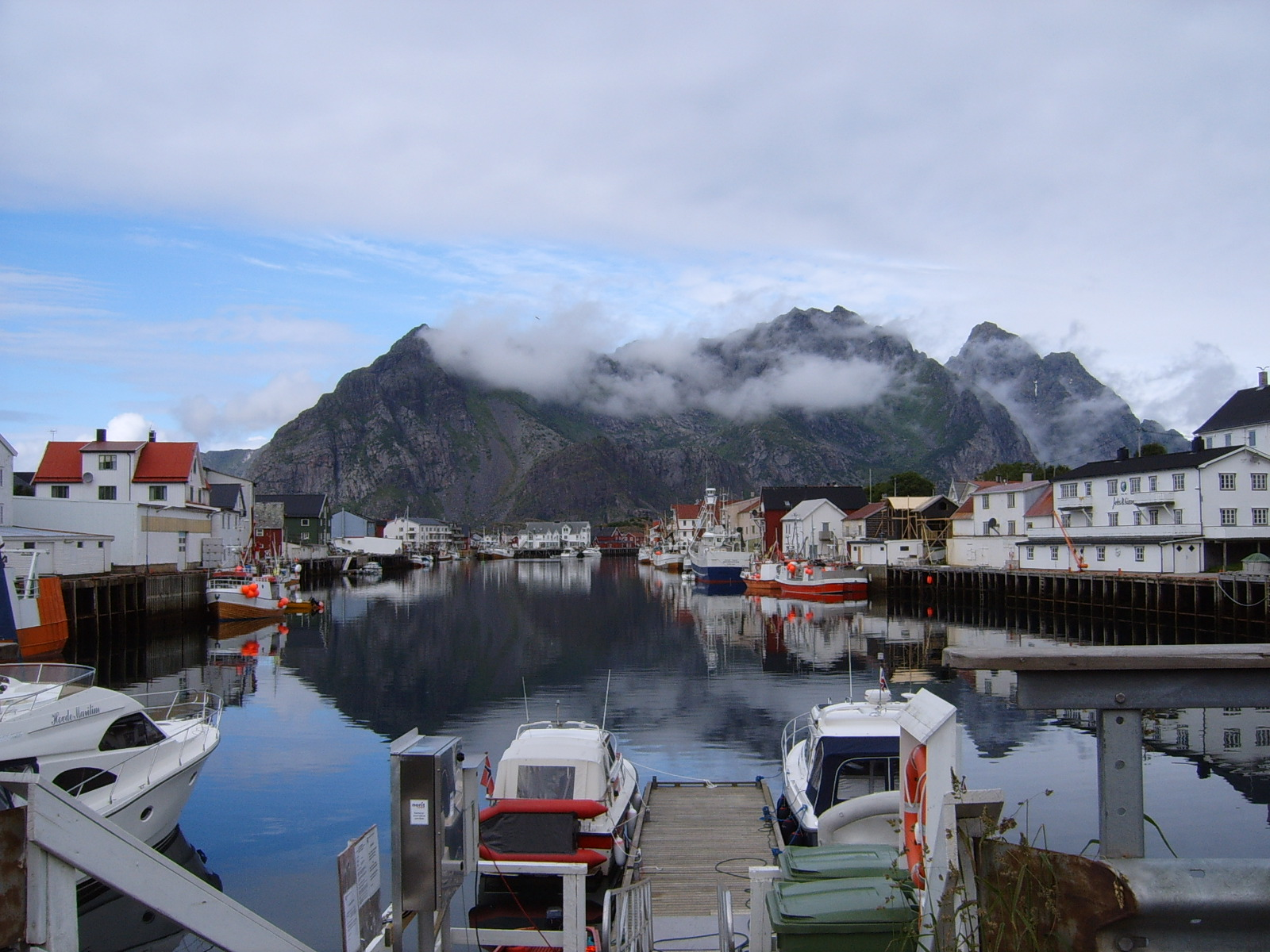
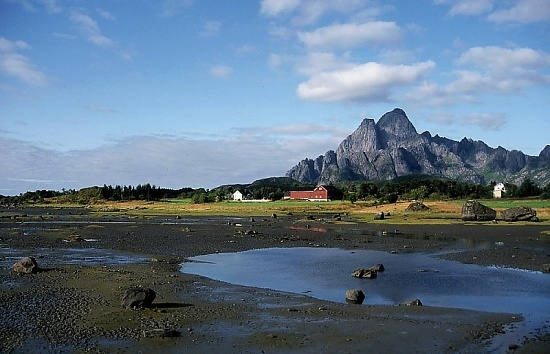
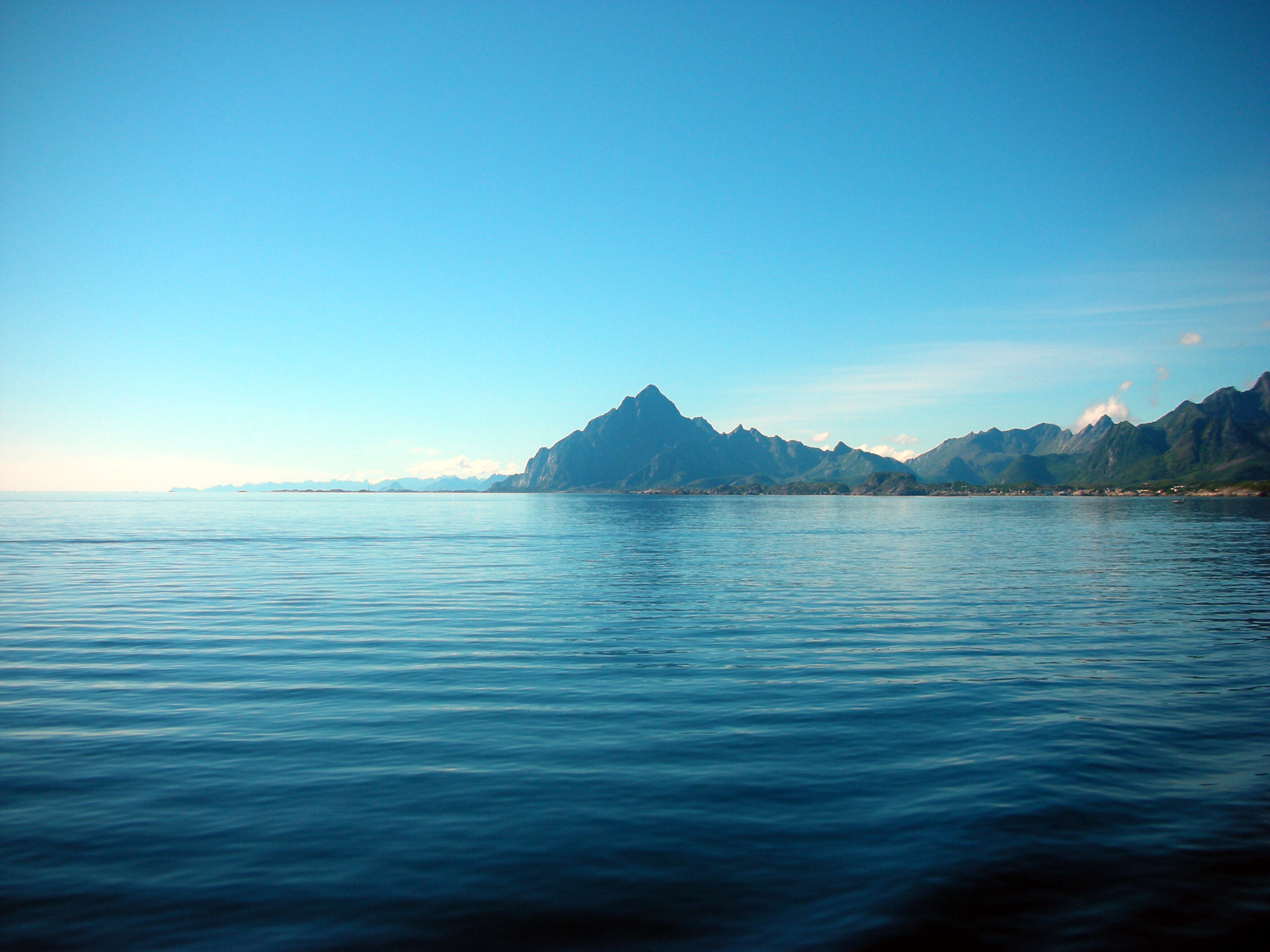
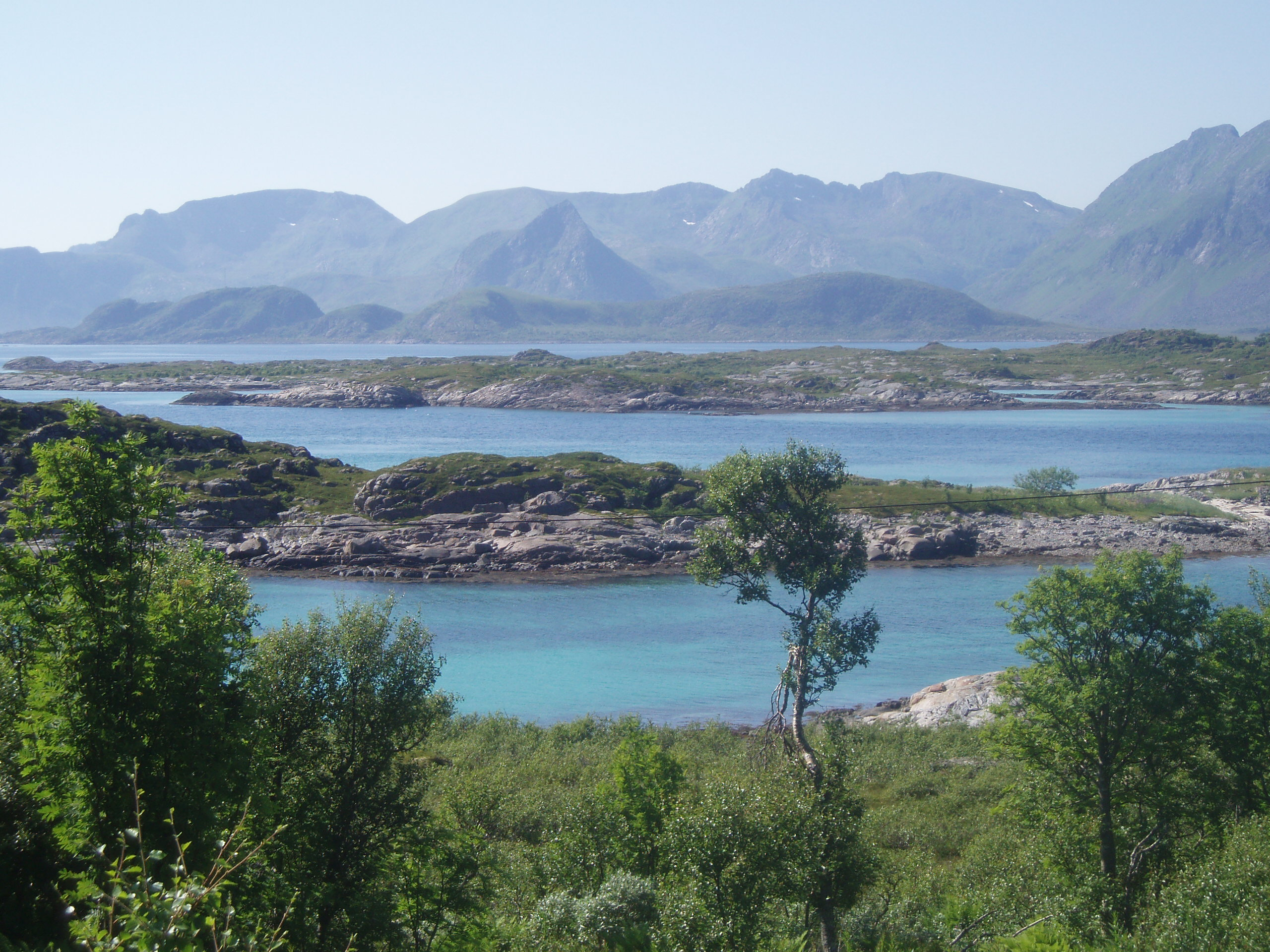
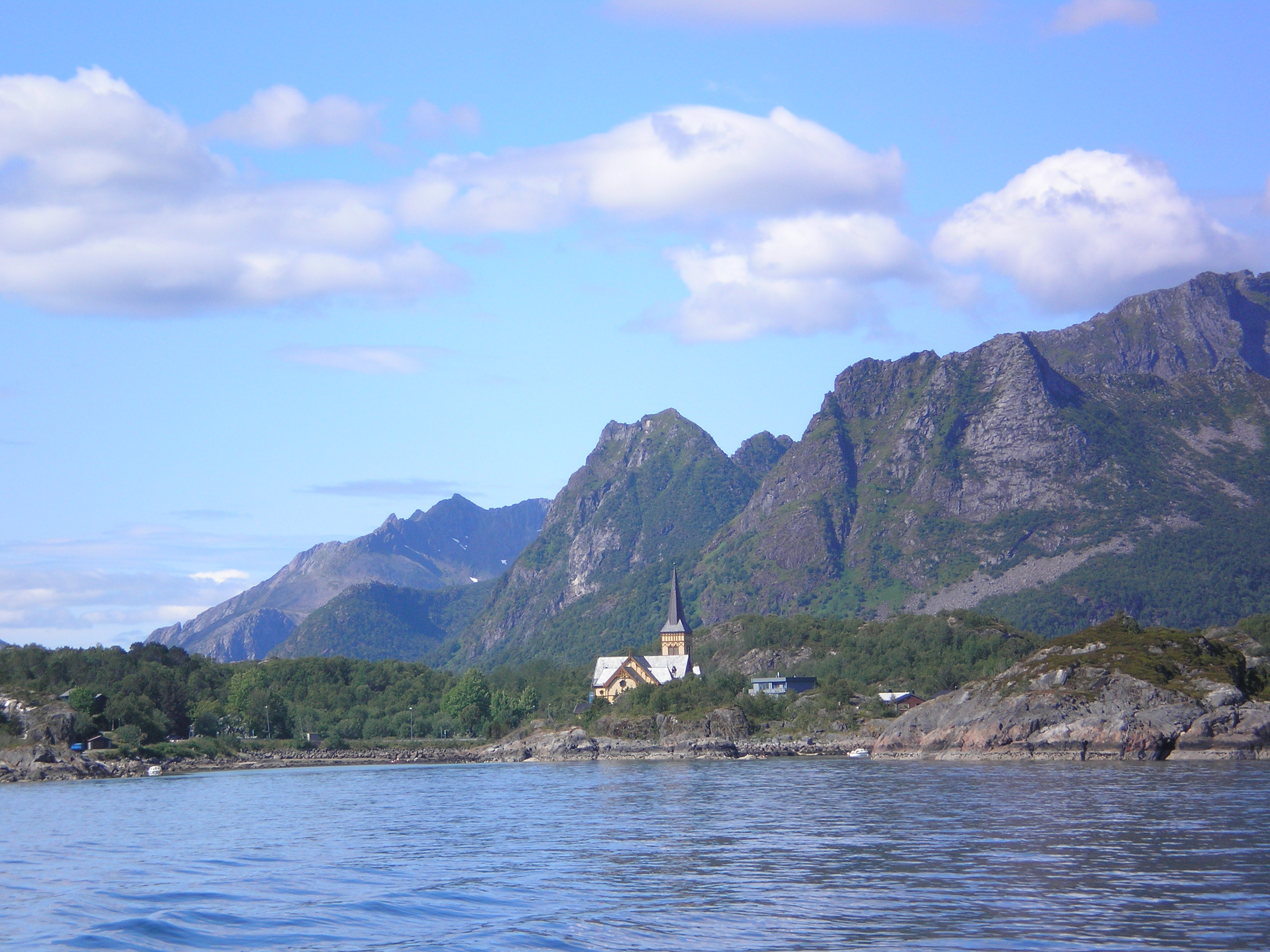